# Gare de Rothau
Gare de Rothau vasútállomás Franciaországban, Rothau településen.

## Vasútvonalak
Az állomást az alábbi vasútvonalak érintik:
- Strasbourg–Saint-Dié-vasútvonal

## Kapcsolódó állomások
A vasútállomáshoz az alábbi állomások vannak a legközelebb:
- Gare de Fouday
- Gare de Schirmeck - La Broque